# Tratado de París (1355)
El Tratado de París fue firmado en 1355 entre Amadeo VI, Conde de Saboya y el primer delfín, futuro Carlos V de Francia. En general, el tratado benefició a Saboya financiera y políticamente al expandir y consolidar su territorio, y benefició a Francia al poner fin a la disputa con Saboya y ganarla como aliado en la guerra contra Inglaterra.
El delfín cedió a Saboya: 

la "baronía entera de Faucigny, la baronía de Gex y sus dependencias en Valromey, el homenaje del conde de Ginebra, soberanía sobre todos los feudos ubicados en Genevois, así como Valbonne ... [y ] todo lo que pertenece al delfín entre los ríos Ain y Albarine en los accesos a Bresse y Bugey ".

Saboya cedió sus posesiones en Vienne, y Amadeo renunció a su compromiso con una heredera de Borgoña para casarse con Bona de Borbón, lo que llevó a Saboya a una alianza más estrecha con el rey Borbón de Francia, Juan el Bueno.
El intercambio de territorios significó que los nobles locales tendrían que cambiar sus lealtades del delfín al conde de Saboya, por lo que inicialmente se resistieron. Por ejemplo, Amadeo III de Ginebra se opuso al tratado porque tendría que rendir homenaje a Amadeo VI, su antiguo pupilo. Pero el tratado fue aplicado rápidamente por el delfín, que estaba ansioso por asegurar las tropas de Saboya para luchar contra Eduardo el Príncipe Negro.